# Androcymbium etesionamibense
Androcymbium etesionamibense là một loài thực vật có hoa trong họ Colchicaceae. Loài này được U.Müll.-Doblies & D.Müll.-Doblies mô tả khoa học đầu tiên năm 2002.